# 黎鼐
黎鼐（越南语：／，1479年—？），常誤作黎鼎，號南軒（越南语：／），後黎朝和莫朝官員。

## 生平
黎鼐是海陽上洪府唐安縣慕澤社（今海陽省平江縣新鴻社慕澤村）人，祖籍清華河中府淳祐縣老竦社（今屬清化省厚祿縣），曾祖父黎景詢是陳末大臣，因上《萬言書》勸阻好友裴伯耆，不要降明而被捕，最終死於金陵監獄。祖父黎叔顯，仕黎任諒山鎮安撫使，知軍民簿籍事。父親黎鐸任溫州同知州，贈特進金紫榮祿大夫世善伯。
黎鼐生於洪德十年（1479年）。端慶元年（1505年），黎鼐參加會試，四六第二，經義、賦、策均為第一，庭試時考中狀元，時年二十七歲。官至戶部右侍郎，死後贈道澤伯。

## 逸事
黎鼐是越南歷史上有名的“飯狀元”。黎鼐考中狀元後，入贅同邑尚書武瓊家。武家一開始不知黎鼐飯量大，飲食供應不足。黎鼐每天無所事事，不用心讀書。武瓊感到奇怪，向黎鼐的父親黎鐸詢問，才知道黎鼐飯量異於常人。此後黎鼐的飯食加倍，黎鼐開始每天讀書一兩遍。不久再加一人的飯量，黎鼐開始讀書到深夜三更。后来加至四人份，黎鼐每天讀書到四更天。武瓊因而感嘆：“我的女婿真有過人之處。再加一人份的飲食，看看會如何？”結果黎鼐自此通宵達旦讀書，並自讚：“慕澤先生，以食為名。十八鉢飯，十二鉢羹。魁元及第，名冠群英。蓄之也鉅，發之也宏。”

## 子女
黎鼐娶尚書武瓊之女，有三子。
- 長子黎光賁，統元五年（1526年）進士，代表莫朝出使明朝，因故扣留南寧18年，時人以蘇武相比
- 次子黎光兌
- 三子黎光益